# Dyskografia grupy Behemoth
Dyskografia polskiej grupy muzycznej Behemoth. Poniższa lista obejmuje oficjalne nagrania zespołu wydane w latach 1991–2018, w tym: jedenaście albumów studyjnych, dwa albumy koncertowowe, dwie kompilacje, jeden split album, osiem minialbumów, dwadzieścia teledysków oraz trzy wideogramy. 
Grupa zadebiutowała w 1992 nagraniami demo pt. Endless Damnation. Zyskujący szybko na popularności zespół nawiązał współpracę z firmami Last Epitaph Records, Pagan Records, Nazgul's Eyrie Productions oraz Wild Rags Records. Wytwórnie były odpowiedzialne za wydanie kolejnych kaset: The Return of the Northern Moon i ...From the Pagan Vastlands odpowiednio z 1993 i 1994 roku. W międzyczasie nakładem Enthropy Records ukazał się minialbum And the Forests Dream Eternally. W 1995 roku ukazał się debiutancki album studyjny stanowiącej wówczas duet grupy, zatytułowany Sventevith (Storming Near the Baltic). Był to ostatni album wydany przez Pagan Records i zarazem jedyny, który ukazał się dzięki firmie Last Episode, odpowiedzialnej za rynek europejski.
Następnie zespół związał się z firmą Solistitium Records, która wydała albumy Grom (1996) i Pandemonic Incantations (1999), minialbum Bewitching the Pomerania oraz split album z formacją Damnation - And the Forests Dream Eternally/Forbidden Spaces. W 1999 roku grupa podpisała kontrakt z wytwórnią muzyczną Metal Mind Productions. Katowicka firma wydała szereg reedycji nagrań Behemoth, w tym pierwszy wideogram pt. Live Eschaton (2000). Ostatecznie w wyniku konfliktu muzycy zerwali umowę, a wydana w ramach kontraktu kompilacja Chaotica - The Essence of the Underworld (1999) została uznana za nieoficjalną.
W międzyczasie grupa podpisała umowę z włoską firmą Avantgarde Music nakładem której ukazały się płyty: Satanica (1999), Antichristian Phenomenon (2000), Thelema.6 (2000) oraz Zos Kia Cultus (Here and Beyond) (2002). Za wydanie dwóch ostatnich w Polsce odpowiedzialna była firma Mystic Production. Płyta Thelema.6 była także pierwszym wydawnictwem zespołu notowanym na zestawieniu OLiS, uplasowawszy się na 31. miejscu. Kolejny kontrakt zespół zawarł z firmą Regain Records. Szwedzka wytwórnia wydała minialbumy Conjuration (2003) i Slaves Shall Serve (2005) oraz albumy Demigod (2004) i The Apostasy (2007), kompilację Demonica (2006), wideogram Crush.Fukk.Create. Requiem for Generation Armageddon, a także koncertowy album At The Arena ov Aion – Live Apostasy, który ukazał się w ramach dopełnienia kontraktu.
Płyta The Apostasy (2007) przyniosła grupie pierwszy sukces fonograficzny na rynku muzycznym w USA. Wydawnictwo dotarło do 149. miejsca listy Billboard 200. Był to pierwszy album polskiej grupy muzycznej notowany na amerykańskim zestawieniu. W 2008 roku Behemoth podpisał kontrakt Metal Blade Records i Nuclear Blast, odpowiedzialnymi odpowiednio za rynek amerykański i europejski. Tego samego roku w USA ukazał się minialbum Ezkaton (2008), a w rok później dziewiąty album studyjny Evangelion. Płyta była największym sukcesem komercyjnym w historii działalności zespołu. Nagrania były notowane na listach sprzedaży w Finlandii, Austrii, Kanadzie, Niemczech, USA, Francji i w Polsce, gdzie album dotarł do 1. miejsca listy OLiS, zyskując status złotej płyty.

## Albumy studyjne
| 1995                           | Sventevith (Storming Near the Baltic) - Data: 10 kwietnia 1995 - Wydawca: Pagan Records, Last Episode - Format: CD, CS, LP, digital download            | –  | –   | –  | –  | –  | –  | –  | –   |                     |
| 1996                           | Grom - Data: 2 stycznia 1996 - Wydawca: Solistitium Records - Format: CD, CS, LP, digital download                                                      | –  | –   | –  | –  | –  | –  | –  | –   |                     |
| 1998                           | Pandemonic Incantations - Data: 2 marca 1998 - Wydawca: Solistitium Records, Novum Vox Mortis - Format: CD, CS, LP, digital download                    | –  | –   | –  | –  | –  | –  | –  | –   |                     |
| 1999                           | Satanica - Data: 25 października 1999 - Wydawca: Avantgarde Music, Metal Mind Productions - Format: CD, LP, digital download                            | –  | –   | –  | –  | –  | –  | –  | –   |                     |
| 2000                           | Thelema.6 - Data: 23 września 2000 - Wydawca: Avantgarde Music, Mystic Production - Format: CD, LP, CS, digital download                                | 31 | –   | –  | –  | –  | –  | –  | –   |                     |
| 2002                           | Zos Kia Cultus (Here and Beyond) - Data: 28 października 2002 - Wydawca: Avantgarde Music, Mystic Production - Format: CD, LP, CS, digital download     | –  | –   | –  | –  | –  | –  | –  | –   |                     |
| 2004                           | Demigod - Data: 11 października 2004 - Wydawca: Regain Records, Mystic Production - Format: CD, CD+DVD, LP, digital download                            | 15 | –   | –  | –  | –  | –  | –  | –   |                     |
| 2007                           | The Apostasy - Data: 2 lipca 2007 - Wydawca: Regain Records, Mystic Production - Format: CD, CD+DVD, LP, digital download                               | 9  | 149 | –  | –  | –  | –  | –  | –   |                     |
| 2009                           | Evangelion - Data: 7 sierpnia 2009 - Wydawca: Nuclear Blast, Metal Blade Records, Mystic Production - Format: CD, CD+DVD, LP, digital download          | 1  | 55  | 61 | 59 | 88 | 45 | 17 | 111 | - ZPAV: złota płyta |
| 2014                           | The Satanist - Data: 3 lutego 2014 - Wydawca: Nuclear Blast, Metal Blade Records, Mystic Production - Format: CD, CD+DVD, LP, BOX, digital download     | 1  | 34  | 46 | 11 | 33 | 24 | 7  | 100 |                     |
| 2018                           | I Loved You at Your Darkest - Data: 5 października 2018 - Wydawca: Nuclear Blast, Metal Blade Records, Mystic Production - Format: CD, digital download | 4  | 85  | 78 | 7  | 17 | 12 | 34 | –   |                     |
| „–” pozycja nie była notowana. | |    |     |    |    |    |    |    |     |                     |

## Minialbumy
| 1994                           | And the Forests Dream Eternally - Data: 14 sierpnia 1994 - Wydawca: Enthropy Records - Format: CD, CS, LP, digital download         | –  |
| 1997                           | Bewitching the Pomerania - Data: 19 września 1997 - Wydawca: Solistitium Records - Format: CD, CS                                   | –  |
| 2000                           | Antichristian Phenomenon - Data: 4 grudnia 2000 - Wydawca: Avantgarde Music - Format: CD, LP, digital download                      | –  |
| 2003                           | Conjuration - Data: 14 września 2003 - Wydawca: Regain Records, Olympic Recordings - Format: CD, LP, digital download               | –  |
| 2005                           | Slaves Shall Serve - Data: 20 października 2005 - Wydawca: Regain Records, Century Media Records - Format: CD, LP, digital download | –  |
| 2008                           | Ezkaton - Data: 11 listopada 2008 - Wydawca: Metal Blade Records - Format: CD, LP, digital download                                 | 26 |
| 2013                           | Blow Your Trumpets Gabriel - Data: 4 grudnia 2013 - Wydawca: New Aeon Musick - Format: LP                                           | –  |
| 2014                           | Xiądz - Data: 1 listopada 2014 - Wydawca: New Aeon Musick - Format: LP                                                              | –  |
| 2020                           | A Forest - Data: 29 maja 2020 - Wydawca: New Aeon Musick - Format: CD, LP                                                           | –  |
| „–” pozycja nie była notowana. | |    |

## Albumy koncertowe
| 2000                           | Live Eschaton - Data: 26 lipca 2000 - Wydawca: Metal Mind Productions - Format: VHS                                        | –  | –  | –  |                             |
| 2004                           | Crush.Fukk.Create. Requiem for Generation Armageddon - Data: 6 września 2004 - Wydawca: Regain Records - Format: 2DVD      | –  | –  | –  |                             |
| 2008                           | At The Arena ov Aion – Live Apostasy - Data: 31 października 2008 - Wydawca: Regain Records - Format: CD, digital download | –  | –  | –  |                             |
| 2010                           | Evangelia Heretika - Data: 5 listopada 2010 - Wydawca: Metal Blade Records, Nuclear Blast - Format: 2DVD+CD, 2LP           | 12 | 15 | 22 | - ZPAV: platynowa płyta DVD |
| 2014                           | Live Barbarossa - Data: 28 lutego 2014 - Wydawca: Nuclear Blast - Format: CD                                               | –  | –  | –  |                             |
| 2015                           | Live at the BBC - Data: 14 grudnia 2015 - Wydawca: New Aeon Musick - Format: CD+LP                                         | –  | –  | –  |                             |
| 2018                           | Messe Noir - Data: 13 kwietnia 2018 - Wydawca: Nuclear Blast - Format: CD, DVD, LP, Tape                                   | –  | –  | –  |                             |
| 2021                           | In Abesntia Dei - Data: 17 grudnia 2021 - Wydawca: Nuclear Blast - Format: 2xCD, CD + BR, 3xLP                             | –  | –  | –  |                             |
| „–” pozycja nie była notowana. | |    |    |    |                             |

## Single
| 2009                           | Ov Fire and the Void       | 45 | Evangelion   |
| 2013                           | Blow Your Trumpets Gabriel | –  | The Satanist |
| „–” pozycja nie była notowana. |                            |    |              |

## Kompilacje
| Rok  | Tytuł |
| ---- | --- |
| 1997 | And the Forests Dream Eternally/Forbidden Spaces (split z Damnation) - Data: 1997 - Wydawca: Last Episode Records, Vox Mortis Records - Format: CD, CS |
| 2006 | Demonica - Data: 10 lipca 2006 - Wydawca: Regain Records - Format: CD, digital download                                                                |
| 2011 | Abyssus Abyssum Invocat - Data: 16 maja 2011 - Wydawca: Peaceville Records, Metal Blade Records - Format: 2 CD, digital download                       |

## Dema
| Rok  | Tytuł |
| ---- | --- |
| 1992 | Endless Damnation - Data: 1 czerwca 1992 - Wydawca: brak (wydanie własne) - Format: CS                                  |
| 1993 | The Return of the Northern Moon - Data: 4 stycznia 1993 - Wydawca: Pagan Records - Format: CS, LP                       |
| 1993 | Thy Winter Kingdom - Data: 1993 - Wydawca: brak (wydanie własne) - Format: CS                                           |
| 1994 | ...From the Pagan Vastlands - Data: 7 lutego 1994 - Wydawca: Pagan Records, Nazgul's Eyrie Productions - Format: CD, CS |

## Albumy tribute
| Rok  | Tytuł |
| ---- | --- |
| 1998 | Czarne zastępy – W hołdzie Kat - Data: 9 czerwca 1998 - Wydawca: Pagan Records - Format: CD, CS                                       |
| 2001 | Originators of Northern Darkness – A Tribute to Mayhem - Data: 2 maja 2001 - Wydawca: Avantgarde Music - Format: CD, digital download |
| 2002 | Tyrants From the Abyss – A Tribute to Morbid Angel - Data: 10 czerwca 2002 - Wydawca: Empire Records - Format: CD, digital download   |

## Teledyski
| Rok  | Tytuł                          | Reżyseria/Realizacja                                     | Album                            | Źródło |
| ---- | ------------------------------ | -------------------------------------------------------- | -------------------------------- | ------ |
| 1999 | „Decade of Therion”            | Lucjan Hirszmajer                                        | Satanica                         | [ 43 ] |
| 2000 | „Christians to the Lions”      | Roman Przylipiak                                         | Thelema.6                        | [ 44 ] |
| 2002 | „As Above So Below”            | Jakub Miszcza                                            | Zos Kia Cultus (Here and Beyond) | [ 44 ] |
| 2004 | „Conquer All"                  | Joanna Rechnio                                           | Demigod                          | [ 45 ] |
| 2005 | „Slaves Shall Serve"           | Joanna Rechnio                                           | Demigod                          | [ 46 ] |
| 2007 | „Prometherion"                 | Soren Kragh-Jacobsen                                     | The Apostasy                     | [ 47 ] |
| 2008 | „At the Left Hand ov God"      | Dariusz Szermanowicz, Grupa 13                           | The Apostasy                     | [ 48 ] |
| 2008 | „Inner Sanctum"                | Mateusz „Mania” Winkiel, Mania Studio                    | The Apostasy                     | [ 49 ] |
| 2009 | „Ov Fire And The Void"         | Dariusz Szermanowicz, Paweł Krawczyk, Grupa 13           | Evangelion                       | [ 50 ] |
| 2010 | „Alas, Lord Is Upon Me"        | Dariusz Szermanowicz, Grupa 13                           | Evangelion                       | [ 51 ] |
| 2011 | „Lucifer"                      | Dariusz Szermanowicz, Łukasz Tunikowski, Grupa 13        | Evangelion                       | [ 52 ] |
| 2013 | „Blow Your Trumpets Gabriel"   | Grupa 13                                                 | The Satanist                     | [ 53 ] |
| 2014 | „Ora Pro Nobis Lucifer”        | Grupa 13                                                 | The Satanist                     | [ 54 ] |
| 2015 | „Messe Noire”                  | Zev Deans                                                | The Satanist                     | [ 55 ] |
| 2015 | „The Satanist"                 | Andrzej Dragan                                           | The Satanist                     | [ 56 ] |
| 2016 | „Ben Sahar"                    | Sturla Viðar, Dariusz Szermanowicz, Adam „Nergal” Darski | The Satanist                     | [ 57 ] |
| 2018 | „O Father O Satan O Sun!”      | Grupa 13                                                 | The Satanist                     | [ 58 ] |
| 2018 | „God=Dog”                      | Grupa 13                                                 | I Loved You at Your Darkest      | [ 59 ] |
| 2018 | „Wolves ov Siberia”            | Kyle Kadow Films                                         | I Loved You at Your Darkest      | [ 60 ] |
| 2018 | „Bartzabel”                    | Grupa 13                                                 | I Loved You at Your Darkest      | [ 61 ] |
| 2019 | „Ecclesia Diabolica Catholica” | Grupa 13                                                 | I Loved You at Your Darkest      | [ 62 ] |
| 2019 | "Sabbath Mater"                | Grupa 13                                                 | I Loved You at Your Darkest      | [ 63 ] |
| 2020 | "Rom 5:8"                      | Grupa 13                                                 | I Loved You at Your Darkest      | [ 64 ] |